# Бирмански език
Бирманският език е китайско-тибетски език, говорен от около 30 млн. души в Мианмар, Бангладеш и други.